# Frigid Stars
| Recensione | Giudizio       |
| ---------- | -------------- |
| Ondarock   | Pietra miliare |

Frigid Stars è il primo album della band newyorkese Codeine pubblicato nel 1990.

## Il disco
Registrato in un seminterrato di Brooklyn, NY nell'estate del 1990, viene pubblicato appena terminate le registrazioni nell'agosto dello stesso anno dall'etichetta indipendente Glitterhouse Records. Successivamente nel 1991 viene ristampato per il mercato europeo dalla Sub Pop Records, etichetta a cui affiderano anche le altre pubblicazioni: l'EP Barely Real (1992) e l'album The White Birch (1994).
Oltre a segnare il debutto della band, introduce a quei ritmi lenti che porteranno allo svilupparsi del genere slowcore.
Sonorità simili si manifesteranno un anno più tardi anche in Spiderland (1991) degli Slint, epocale album post-rock.
La quarta traccia, New Year's è erroneamente considerata una cover dei Seam, tuttavia è stata scritta (senza essere pubblicata) da Sooyoung Park quando ancora faceva parte dei Bitch Magnet. Solo nel 1992 è stata registrata con i Seam e inserita nell'album Headsparks.

## Tracce
Testi e musiche di Codeine, eccetto dove indicato.
1. D – 4:27
2. Gravel Bed – 3:58
3. Pickup Song – 2:44
4. New Year's – 3:33 (Sooyoung Park/Lexi Mitchell)
5. Second Chance – 4:45
6. Cave-In – 3:37
7. Cigarette Machine – 4:42
8. Old Things – 4:59
9. 3 Angels – 4:51
10. Pea – 3:38

Durata totale: 41:14

## Formazione
- Stephen Immerwahr: voce, basso elettrico
- Chris Brokaw: batteria, chitarra elettrica
- John Engle: chitarra elettrica